# سانتاركانجيلو دي رومانيا
سانتاركانجيلو دي رومانيا (بالإيطالية: Santarcangelo di Romagna)‏ هي بلدية في مقاطعة ريميني في إقليم إميليا رومانيا في إيطاليا. 

## السكان
في سنة 1861 بلغ عدد السكان 7٬759 نسمة، وتطور العدد ليصل في سنة 2011 لـ 20٬839 نسمة.
يظهر هذا المخطط البياني تطور النمو السكاني لـ سانتاركانجيلو دي رومانيا

## أعلام
- تونينو جويرا
- أندريا روسيني
- أندريا غيرا
- كليمنت الرابع عشر
- نيكولا بوزي